# دون هانی
دون هانی (انگلیسی: Don Hany؛ زادهٔ ۱۸ سپتامبر ۱۹۷۵) بازیگر اهل استرالیا است. وی از سال ۱۹۹۸ میلادی تاکنون مشغول فعالیت بوده‌است.
از فیلم‌ها یا برنامه‌های تلویزیونی که وی در آن نقش داشته‌است می‌توان به شرق غرب ۱۰۱ اشاره کرد. وی همچنین برندهٔ جوایزی همچون جایزه لوگی شده‌است.